# كاتليغو دانكي
كاتليغو دانكي (بالإنجليزية: Katlego Danke)‏، هي مُمثلة ومُقدمة برامج جنوب أفريقية.

## أعمالها

### المسلسلات
- «ما الذي يزعج مارك لوترينغ» (بالإنجليزية: What’s Bothering Marc Lottering)‏.
- «وراء الكواليس» (بالإنجليزية: Backstage)‏.
- «غومورا» (بالإنجليزية: Gomora)‏.
- «أجيال» (بالإنجليزية: Generations)‏.
- «إيزيدينغو» (بالإنجليزية: Isidingo)‏.

### الدراما
- «ما وراء الحجاب» (بالإنجليزية: Beyond The Veil)‏.
- «بيت كالومبا» (بالإنجليزية: The House of Kalumba)‏.
- «المدينة التي كانت مجنونة» (بالإنجليزية: The Town that was Mad)‏.
- «الملك لير» (بالإنجليزية: King Lear)‏.
- «البدلة» (بالإنجليزية: The Suit)‏.
- «فقدان الشعور بالعلو» (بالإنجليزية: Miss Tertiary Feel)‏.

## الجوائز والترشيحات
فازت كاتليغو دانكي سنة 2010 بجائزة أفضل مُمثلة في جنوب أفريقيا عن دورها «دينيو ماشابا» في مُسلسل «أجيال».

## روابط خارجية
كاتليغو دانكي على موقع IMDb (الإنجليزية)